# Premis Pulitzer de 1926
Els següents són els Premis Pulitzer del 1926.

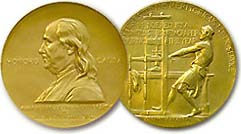
La medalla d’or atorgada al Servei Públic de Periodisme

## Premis de periodisme
- Servei públic:
  - Columbus Enquirer Sun, pel servei que va prestar en la seva valenta i enèrgica lluita contra el Ku Klux Klan; contra la promulgació d’una llei que prohibeix l'ensenyament de l'evolució; contra els funcionaris públics deshonestos i incompetents i per la justícia per als negres i contra els linxaments.
- Informació:
  - William Burke Miller de Louisville Courier-Journal, pel seu treball relacionat amb la història de l'explorador Floyd Collins, que va quedar atrapat a Sand Cave, Kentucky.[1]
- Redacció editorial:
  - Edward M. Kingsbury, del New York Times, per "The House of a Hundred Sorrows" (La casa dels cent dolors).

- Caricatura Editorial:

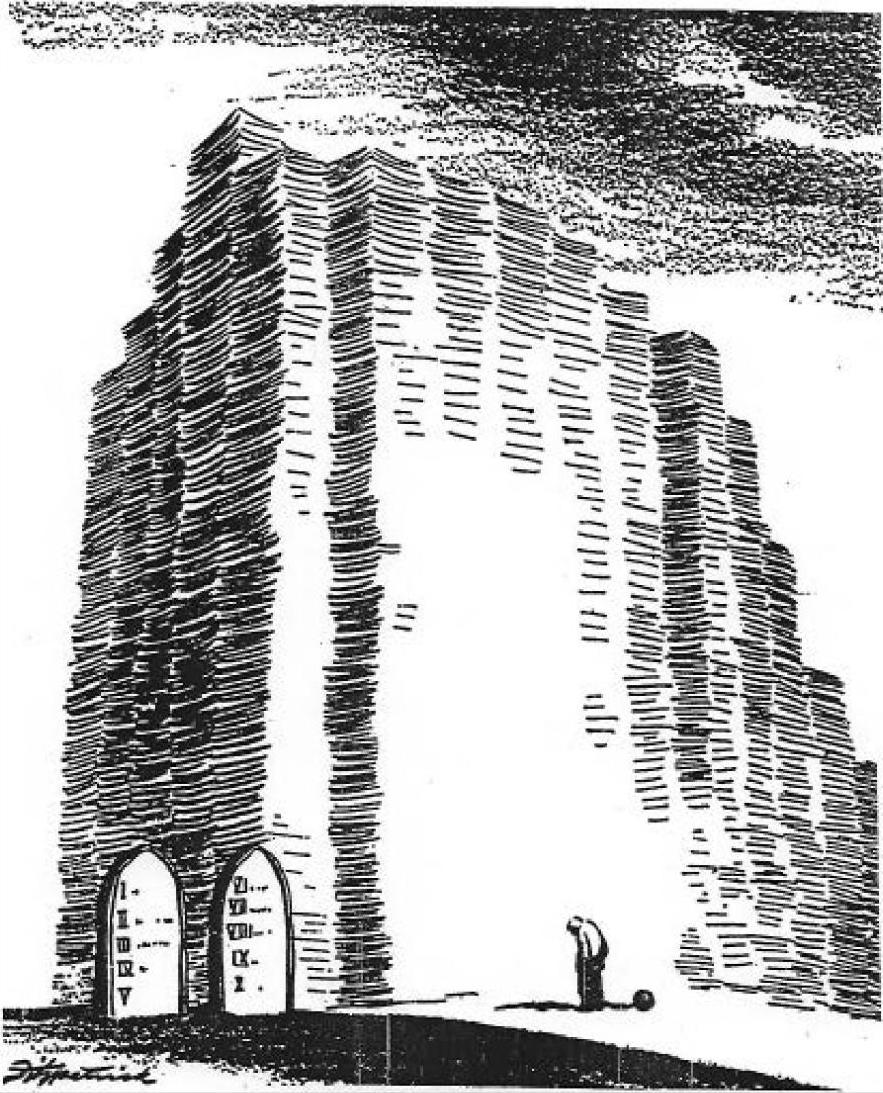
"The Laws of Moses and the Laws of Today", guanyador del premi a la Caricatura Editorial

  - Fitzpatrick de St. Louis Post-Dispatch, "The Laws of Moses and the Laws of Today" (Les lleis de Moisès i les lleis d'avui).[2]

## Premis de lletres i teatre
- Novel·la:
  - Arrowsmith de Sinclair Lewis (Harcourt (editor)) (rebutjat)
- Teatre:
  - Craig's Wife de George Kelly (Little, Brown i Company)
- Història:
  - A History of the United States, Vol. VI: The War for Southern Independence (1849–1865) (Una història dels Estats Units, vol. VI: La guerra per la independència del sud (1849-1865)) per Edward Channing (Macmillan Publishers)
- Biografia o autobiografia:
  - The Life of Sir William Osler (La vida de Sir William Osler) de Harvey Cushing (Oxford University Press)
- Poesia:
  - What's O'Clock de Amy Lowell (Houghton Mifflin Harcourt)